# Teorema di de Branges
In analisi complessa il teorema di de Branges, noto come la congettura di Bieberbach prima della dimostrazione, afferma che se {\displaystyle f} è una funzione di variabile complessa data nell'intorno dell'origine dallo sviluppo analitico
{\displaystyle f(z)=a_{1}z+a_{2}z^{2}+a_{3}z^{3}+\ldots ,\quad {\text{con }}a_{1}\neq 0,}
e se essa mappa il disco unitario conformemente in modo iniettivo, allora
{\displaystyle |a_{n}|\leq n|a_{1}|,\quad {\text{per ogni }}n=1,2,3,4,\ldots .}
Può essere anche espressa in questo modo: il coefficiente di Taylor {\displaystyle n}-esimo di una funzione analitica univalente normalizzata (cioè con {\displaystyle a_{0}=0} e {\displaystyle a_{1}=1}) non può essere maggiore di {\displaystyle n}.
Tale congettura, espressa da Ludwig Bieberbach nel 1916, fu dimostrata solo nel 1984 da Louis de Branges de Bourcia.

## La dimostrazione
La dimostrazione del teorema da parte di De Branges era molto lunga, tanto che altri l'hanno ridotta. De Branges ha espresso il parere che "la semplificazione va a scapito della sostanza".
La dimostrazione utilizza un tipo particolare di spazio di Hilbert delle funzioni integrali. Lo studio di questo tipo di spazi ha espanso un sotto campo dell'analisi complessa, quello degli spazi di de Branges e delle funzioni di de Branges.